# Jonas Cronstedt
Jonas Cronstedt, född 7 februari 1711 i Husby socken, död 21 september 1778 på Gäddeholm i Irsta socken, var en svensk militär.
Jonas Cronstedt var son till Carl Cronstedt och Elisabet Arnell. Han blev student vid Uppsala universitet 1730, överfyrverkare vid artilleriet i Malmö 1731, förflyttades till artilleriet i Stockholm samma år och kort därefter underlöjtnant där. Cronstedt blev löjtnant 1732, regementskvartermästare 1740, kaptenlöjtnant samma år, kapten 1741, major 1747, överstelöjtnant samma år och överstelöjtnant vid Dalregementet 1757. Han var överste och chef för Österbottens infanteriregemente 1757–1763, chef för Södermanlands regemente 1763–1771, befordrades till generalmajor 1765, var chef för Västmanlands regemente 1771–1773 och för Nylands infanteriregemente 1773-1775. Cronstedt befordrades 1773 till generallöjtnant.
Jonas Cronstedt blev 1748 riddare av Svärdsorden.